# Rudolf de la Vigne
Rudolf de la Vigne (23. prosince 1920 Česká Lípa – 2004 Německo) byl profesionální fotbalista, útočník a pozdější fotbalový trenér německé národnosti pocházející z Československa. Otec Karl de la Vigne byl železničářem, rodina bydlela v Manušicích u České Lípy v čp. 42.
Před druhou světovou válkou hrál Rudolf v českolipském fotbalovém klubu (Deutschen Sportverein Böhmisch Leipa), později hrál i za tým Skalice u České Lípy. Od podzimu 1938 až do nástupu do Wehrmachtu v roce 1940 hrál již profesionálně nejvyšší fotbalovou soutěž za Varnsdorf tzv. Sudetskou ligu. V roce 1940 byl jako parašutista zajat a deportován jako válečný zajatec do Kanady. Tam vytvořil ze zajatců fotbalový tým a sám používal přezdívku „Bella“. Po návratu z kanadského zajetí působí od roku 1948 jako útočník ligového týmu VfR Mannheim. Pracoval a žil v Manheimu, kde provozoval obchod s cigaretami a barvířský obchod. Později působí také jako fotbalový trenér. Jeho mladší bratr Karli padl v bitvě o Berlín.